# Cratere Carver
Carver è un cratere lunare di 62,45 km situato nella parte sud-occidentale della faccia nascosta della Luna], ad est del cratere Van der Waals. In direzione nord-est si trova il cratere Rosseland, mentre a sud-sud-est è possibile individuare il cratere Kozyrev.
Lo spesso margine interno di Carver si presenta moderatamente eroso dagli impatti successivi, ma conserva ancora dei terrazzamenti. Vi sono numerosi piccoli crateri lungo il bordo e sulle pendici interne, ma non vi è segno di impatti maggiori. Carver si sovrappone al margine nord-nord-est dell'antico cratere Carver M, moderatamente eroso. Il pianoro interno presenta un modesto rilievo centrale e diversi piccoli crateri nella parte meridionale, mentre il resto della superficie è priva di caratteristiche particolari.
Il cratere è dedicato al botanico statunitense George Washington Carver.

## Crateri correlati
Alcuni crateri minori situati in prossimità di Carver sono convenzionalmente identificati, sulle mappe lunari, attraverso una lettera associata al nome.
| Carver | Coordinate             | Diametro (in km) |
| ------ | ---------------------- | ---------------- |
| L      | 45°46′48″S 128°48′00″E | 24,61            |
| M      | 45°39′36″S 127°25′48″E | 80,42            |

Il cratere Carver K è stato ridenominato dall'Unione Astronomica Internazionale Kozyrev nel 1997.